# 尹宇
尹宇（1501年—？年），字光甫，號梧菴，直隸真定府冀州南宫縣人，明朝政治人物。

## 生平
嘉靖十年（1531年）辛卯科順天鄉試舉人，嘉靖十一年（1532年）聯捷壬辰科第三甲第二百三十名進士。觀吏部政，歷員外郎，郎中，陞平涼府知府。二十四年起補寧國府知府，嘉靖二十六年（1547年）以陝西副使分巡河西。

## 家族
曾祖尹昇，祖尹全，父尹付，母蘇氏。具慶下。兄憲，弟官；宥；容；寧。